# Futbol'nyj Klub Dnipro 2004-2005
Questa voce raccoglie le informazioni riguardanti il Futbol'nyj Klub Dnipro nelle competizioni ufficiali della stagione 2004-2005.

## Stagione
Escluso praticamente fin dall'inizio dalla lotta per il titolo in campionato, il Dnipro ottenne prestazioni migliori nelle coppe: raggiunse le semifinali in Coppa d'Ucraina, mentre in Coppa UEFA, provenendo dalle qualificazioni, superò la fase a gironi, ma subì la beffa di un goal all'88º minuto dal Partizan, che lo estromise dai sedicesimi di finale della competizione nazionale.

## Risultati

### Vyšča Liha
| Dnipropetrovsk 15 luglio 2005, ore ?:? 1ª giornata | Dnipro | 4 – 2 | Metalist | Stadio Meteor |

| 20 luglio 2005, ore ?:? 2ª giornata | Kryvbas | 1 – 2 | Dnipro |  |

| Arbitro: | Vasil Melnychuk |

|          |           |                                           |
| Rykun 6’ | Marcatori | 45’ Marica 63’ Tymoshchuk 90'+2’ Aghahowa |

| Užhorod 1º agosto 2004, ore ?:? 4ª giornata | Zakarpattja | 0 – 0 | Dnipro | Stadio Avangard |

| Dnipropetrovsk 8 agosto 2004, ore ?:? 5ª giornata | Dnipro | 1 – 0 | Volyn' | Stadio Meteor |

| 29 agosto 2004, ore ?:? 6ª giornata | Illičivec' | 3 – 0 | Dnipro |  |

| Dnipropetrovsk 20 settembre 2004, ore ?:? 7ª giornata | Dnipro | 1 – 2 | Dinamo Kiev | Stadio Meteor |

| Odessa 25 settembre 2004, ore ?:? 8ª giornata          | Čornomorec' | 2 – 0 referto | Dnipro | (10.000 spett.) |
| \| \| \| \| \| Kosyrin 33’, 65rig.’ \| Marcatori \| \| |             |               |        |                 |
|                                                        |             |               |        |                 |
| Kosyrin 33’, 65rig.’                                   | Marcatori   |               |        |                 |

| Dnipropetrovsk 4 ottobre 2004, ore ?:? 9ª giornata | Dnipro | 2 – 1 | Tavrija | Stadio Meteor |

| Dnipropetrovsk 25 ottobre 2004, ore ?:? 10ª giornata | Dnipro | 3 – 3 | Metalurh Donec'k | Stadio Meteor |

| 30 ottobre 2004, ore ?:? 11ª giornata | Vorskla | 0 – 0 | Dnipro |  |

| Dnipropetrovsk 7 novembre 2004, ore ?:? 12ª giornata | Dnipro | 0 – 0 | Borysfen | Stadio Meteor |

| 11 novembre 2004, ore ?:? 13ª giornata | Metalurh Zaporižžja | 1 – 1 | Dnipro |  |

| Dnipropetrovsk 28 novembre 2004, ore ?:? 14ª giornata | Dnipro | 1 – 0 | Arsenal Kiev | Stadio Meteor |

| Kiev 5 dicembre 2004, ore ?:? 15ª giornata | Obolon' | 0 – 1 | Dnipro |  |

| Dnipropetrovsk 1º marzo 2005, ore ?:? 16ª giornata | Dnipro | 3 – 0 | Obolon' | Stadio Meteor |

| Kiev 6 marzo 2005, ore ?:? 17ª giornata | Arsenal Kiev | 1 – 2 | Dnipro |  |

| Dnipropetrovsk 12 maggio 2005, ore ?:? 18ª giornata | Dnipro | 1 – 1 | Metalurh Zaporižžja | Stadio Meteor |

| 20 marzo 2005, ore ?:? 19ª giornata | Borysfen | 1 – 1 | Dnipro |  |

| Dnipropetrovsk 3 aprile 2005, ore ?:? 20ª giornata | Dnipro | 3 – 1 | Vorskla | Stadio Meteor |

| 10 aprile 2005, ore ?:? 21ª giornata | Metalurh Donec'k | 2 – 1 | Dnipro |  |

| 16 aprile 2005, ore ?:? 22ª giornata | Tavrija | 1 – 1 | Dnipro |  |

| Dnipropetrovsk 25 aprile 2005, ore ?:? 23ª giornata | Dnipro | 1 – 0 | Čornomorec' | Stadio Meteor |

| Kiev 30 aprile 2005, ore ?:? 24ª giornata | Dinamo Kiev | 2 – 0 | Dnipro |  |

| Dnipropetrovsk 8 maggio 2005, ore ?:? 25ª giornata | Dnipro | 2 – 0 | Illičivec' | Stadio Meteor |

| Luc'k 16 maggio 2005, ore ?:? 26ª giornata | Volyn' | 1 – 1 | Dnipro | Stadio Avanhard |

| Dnipropetrovsk 22 maggio 2005, ore ?:? 27ª giornata | Dnipro | 0 – 3 | Zakarpattja | Stadio Meteor |

| 25 maggio 2004, ore ?:? 28ª giornata                            | Šachtar   | 1 – 0 referto | Dnipro | (24.000 spett.) |
| \| \| \| \| \| Jádson 14’ (rig.) Brandão 71’ \| Marcatori \| \| |           |               |        |                 |
|                                                                 |           |               |        |                 |
| Jádson 14’ (rig.) Brandão 71’                                   | Marcatori |               |        |                 |

| Leopoli 12 giugno 2005, ore ?:? 29ª giornata | Dnipro | 2 – 1 | Kryvbas |  |

| 16 giugno 2005, ore ?:? 30ª giornata | Metalist | 0 – 2 | Dnipro |  |

### Coppa d'Ucraina
| Nikopol' 15 agosto 2004, ore ?:? 1º turno | Elektrometalurh-NZF Nikopol | 1 – 4 | Dnipro |  |

| Sinferopoli 21 agosto 2004, ore ?:? 2º turno | IhroServis | 0 – 3 | Dnipro | Fiolent Stadium |

| Alčevsk 11 settembre 2004, ore ?:? Ottavi di finale | Stal' Alčevs'k | 1 – 2 | Dnipro | Stadio Stal |

| Dnipropetrovsk 16 ottobre 2004, ore ?:? Andata dei Quarti di finale | Naftovyk-Ukrnafta | 0 – 2 | Dnipro | Stadio Meteor |

| Dnipropetrovsk 20 novembre 2004, ore ?:? Ritorno dei Quarti di finale | Dnipro | 2 – 2 | Naftovyk-Ukrnafta | Stadio Meteor |

| Arbitro: | Andriy Shandor |

|                     |           |                |
| Vukic 48’ Belik 81’ | Marcatori | 18’ Venglynsky |

| Dnipropetrovsk 4 maggio 2005, ore ?:? Ritorno delle Semifinali | Dnipro         | 0 – 0 referto | Šachtar | Stadio Meteor (17.000 spett.)\| Arbitro: \| Igor Ishchenko \| |
| Arbitro:                                                       | Igor Ishchenko |               |         |                                                               |

### Coppa UEFA

#### Fase preliminare
| Arbitro: | Georgios Douros |

|  |           |                                           |
|  | Marcatori | 61’ Semočko 78’ Nazarenko 88’ Mykhaylenko |

| Arbitro: | Markus Nobs |

|               |           |                |
| Kostyshyn 43’ | Marcatori | 45'+1’ Borbély |

| Arbitro: | Thomas Michael Mccurry |

|              |           |  |
| Colautti 31’ | Marcatori |  |

| Arbitro: | Attila Hanacsek |

|                           |           |  |
| Mykhaylenko 34’ Rusol 77’ | Marcatori |  |

#### Fase a gironi
| Arbitro: | Jaroslav Jara |

|                                |           |                     |
| Venhlinskiy 14’, 62’ Rykun 45’ | Marcatori | 37’ Čeh 43’ Balaban |

| Arbitro: | Costas Kapitanis |

|             |           |                       |
| Douglas 88’ | Marcatori | 30’ Rotan 83’ Semočko |

| Arbitro: | Krzysztof Slupik |

|               |           |  |
| Nazarenko 19’ | Marcatori |  |

| Arbitro: | Emil Bozinovski |

|                       |           |              |
| Generelo 73’ Sávio 9’ | Marcatori | 2’ Yezerskiy |

#### Fase finale
| Arbitro: | Martin Hansson |

|                |           |                         |
| Odita 12’, 45’ | Marcatori | 28’ Nazarenko 57’ Rusol |

| Arbitro: | Helmut Fleischer |

|  |           |             |
|  | Marcatori | 88’ Radović |

## Statistiche

### Statistiche di squadra
| Competizione    | Punti | In casa | In casa | In casa | In casa | In casa | In casa | In trasferta | In trasferta | In trasferta | In trasferta | In trasferta | In trasferta | Totale | Totale | Totale | Totale | Totale | Totale |
| Competizione    | Punti | G       | V       | N       | P       | Gf      | Gs      | G            | V            | N            | P            | Gf           | Gs           | G      | V      | N      | P      | Gf     | Gs     |
| --------------- | ----- | ------- | ------- | ------- | ------- | ------- | ------- | ------------ | ------------ | ------------ | ------------ | ------------ | ------------ | ------ | ------ | ------ | ------ | ------ | ------ |
| Vyšča Liha      |       | 15      | 9       | 3       | 3       | 25      | 17      | 15           | 4            | 6            | 5            | 13           | 17           | 30     | 13     | 9      | 8      | 38     | 34     |
| Coppa d'Ucraina | -     | 2       | 0       | 2       | 0       | 2       | 2       | 5            | 4            | 0            | 1            | 12           | 4            | 7      | 4      | 2      | 1      | 14     | 6      |
| Coppa UEFA      | -     | 5       | 3       | 1       | 1       | 7       | 4       | 5            | 2            | 1            | 2            | 6            | 6            | 10     | 5      | 2      | 3      | 13     | 10     |
| Totale          | -     | 22      | 12      | 6       | 4       | 34      | 23      | 25           | 10           | 7            | 8            | 30           | 26           | 47     | 22     | 13     | 12     | 64     | 49     |